# Rennofen Gut Berentrop

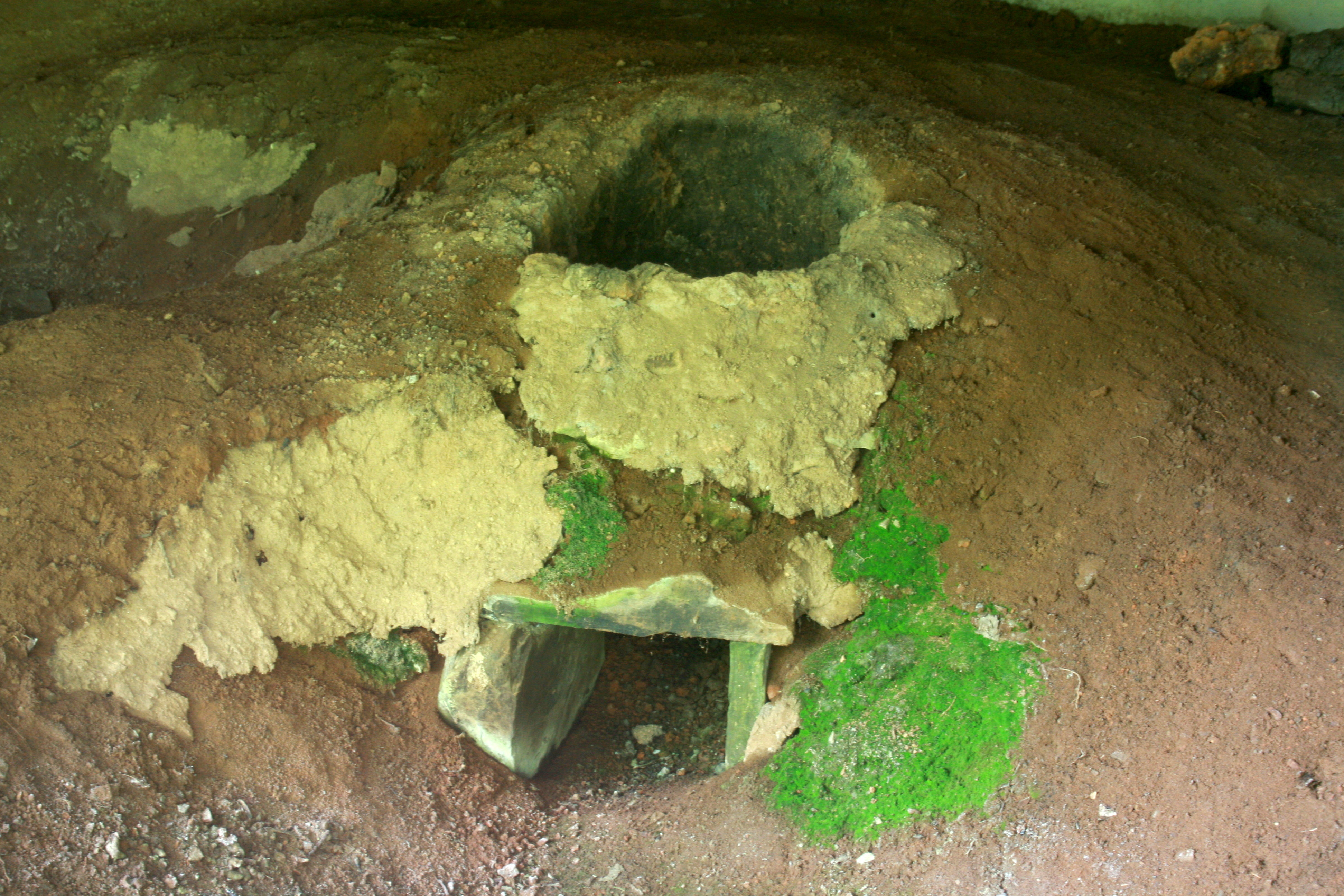
Rennofen in Neuenrade-Berentrop

Der Rennofen Gut Berentrop ist ein Kulturdenkmal in der sauerländischen Stadt Neuenrade und liegt nahe der noch erhaltenen Gebäude des ehemaligen Stifts Berentrop.
Der Rennofen, ein einfacher Lehmofen, wurde 1965 freigelegt. Er stammt aus dem 13. Jahrhundert und ist ein Beweis für die Industrialisierung des Märkischen Kreises im frühen Mittelalter. Das im Rennofen unter Verwendung eines Blasebalges mit Holzkohle verhüttete Eisenerz wurde anschließend zu Schmiedeeisen verarbeitet.